# 鮑羅定四重奏團
鮑羅定弦樂四重奏團（俄语：Квартет имени Бородина），是蘇聯-俄羅斯的弦樂四重奏團體，亦是近代歷史最悠久的弦樂四重奏之一。
1945年，鮑羅定弦樂四重奏團在前蘇聯的莫斯科成立。成立之初原名莫斯科愛樂弦樂四重奏團（Moscow Philharmonic Quartet），據大提琴手兼創團團員柏林斯基（Valentin Berlinsky）表示，他們原本想以俄羅斯作曲家柴可夫斯基為名，但最後不敵其他四重奏團體的競爭。1955年，樂團定名為鮑羅定弦樂四重奏團。
2005年，該團舉辦了慶祝成立60週年的世界巡迴演奏。
鮑羅定弦樂四重奏團長期以來與作曲家維持著良好的關係，也經常與鋼琴家同台演奏。他們的錄音眾多，Melodiya、Teldec、Virgin、Chandos等唱片公司都曾發行過他們的專輯，比較著名的有貝多芬及蕭士塔可維奇的弦樂四重奏全集。

## 人物

### 現任團員
- 第一小提琴：魯本·阿羅尼恩（Ruben Aharonian）
- 第二小提琴：謝爾蓋‧洛莫夫斯基（Sergei Lomovsky）
- 中提琴：依果·奈汀（Igor Naidin）
- 大提琴：弗拉基米爾·鮑幸（Vladimir Balshin）

### 歷任團員
- 羅斯特斯拉夫·杜賓斯基（Rostislav Dubinsky），第一小提琴，1945年—1976年
- 米凱爾·科普曼（Mikhail Kopelman），第一小提琴，1976年—1996年
- 弗拉德米爾·魯貝（Vladimir Rabei），第二小提琴，1945年—1947年
- 妮娜·巴夏（Nina Barshai），第二小提琴，1947年—1953年
- 亞洛斯拉夫·亞歷山德洛夫（Yaroslav Alexandrov），1953年—1974年
- 安德烈·阿伯拉門可夫（Andrei Abramenkov）
- Yuri Nikolaevsky，中提琴，1945–1946
- 魯道夫·巴夏（Rudolf Barshai），中提琴，1945年—1953年
- 迪米崔·謝巴霖（Dmitri Shebalin），1953年—1996年
- 姆斯季斯拉夫·列奥波尔多维奇·罗斯特罗波维奇（Mstislav Leopol'dovič Rostropovič），大提琴，1945年
- 范倫丁·柏林斯基（Valentin Berlinsky），大提琴，1945年—2007年

## 其他

### 鮑羅定三重奏團
創團第一小提琴杜賓斯基在1976年偕妻子魯芭·艾德林納（Luba Edlina）離開蘇聯，前往荷蘭。同年，杜賓斯基伉儷與大提琴家尤利·徒洛夫斯基（Yuli Turovsky）組成鋼琴三重奏團，即「鮑羅定三重奏團」。與四重奏團相同，該團亦在Chandos有許多錄音作品。
艾德林納與同事徒洛夫斯基的鋼琴-大提琴組合，亦曾以「鮑羅定二重奏團」之名活動。

## 外部連結
- 官方网站
- 鮑羅定四重奏團的Discogs页面（英文）
- 鮑羅定三重奏團的Discogs页面（英文）